# Cladonota costata
Cladonota costata är en insektsart som beskrevs av Buckton. Cladonota costata ingår i släktet Cladonota och familjen hornstritar. Inga underarter finns listade i Catalogue of Life.